# Струга
Струга (мкд. Струга) је град у Северној Македонији, у западном делу државе. Струга је седиште истоимене општине.
Град Струга се налази на обали Охридског језера, а кроз њега протиче река Црни Дрим. Сваке године од 1962. у Струги се одржавају „Струшке вечери поезије“ — песничко догађање на којој учествују песници из Северне Македоније и целог света.

## Природне одлике
Град Струга се налази на у западном делу Северне Македоније, близу државне границе са Албанијом. Град је на 180 km југозападно од Скопља, главног града државе. Од Охрида, као првог већег града, град је удаљен 18 km северозападно.
Рељеф: Струга се сместила у области Дримкол, која обухвата равницу образовану на северним обалама Охридског језера. Западно од града се уздиже планина Јабланица, док се северно и источно пружа поље.
Клима у насељу, и поред знатне надморске висине, има жупне одлике, па је пре умерено континентална него планинска.
Воде: Струга се образовала на месту где из Охридског језера истиче река Црни Дрим. Река дели град на западни и источни део.

## Историја
Подручје Струге је било насељено још од праисторије. Међутим, насеље под данашњим (словенским) именом ваља се у 11. веку. Наредних векова Струга је била невелико трговиште за околна села.
Крајем 19. века Струга је имала око 5.000 становника, већином православних Словена. Становништво се махом бавило грађевинарством, грнчарством и риболовом.
Године 1912. Струга се са околином припаја Краљевини Србији, касније Југославији. Повлачењем границе 1920. остала је без најбогатијих села али ипак није превише заостала, а ситуација се поправила споразумом о слободној пограничној трговини 1937. Место је 1920-тих било маларично. Струга је била "главна пијаца" за северну Албанију: доношени су сточни производи – сир, масло, млеко и вуна – а у Албанију су одношени жито, сировине и полуфабрикати. Албанци слабије долазе након кризе почетком 1930-тих, а још мање након Италијанске инвазије Албаније 1939. Струга је, у Охридском округу, у време Краљевине СХС припадала Битољској области, која је од 1929. део Вардарске бановине.
Након окупације 1941, Италијани су је прикључили својој Краљевини Албанији, у префектури Дебар. Петнаести македонски корпус НОВЈ је ослободио место 8. новембра 1944. Место је од тада у Македонији, независној од 1991, под називом Северна Македонија од 2019.
Струшке вечери поезије се одржавају од 1962.

## Срби у Струги
Река Дрим пролазећи кроз Стругу исту је делила на два дела; на источни где су махом били Турци и западни где су живели махом Срби. Срби Стружани који су се ту масовно преселили за време турског султана Сулејмана Величанственог, били су из Босне и Херцеговине.
Као претплатници једне српске књиге у Београду се јављају 1844. године двојица читалаца "из Оридске нахије" - "села Оструга": Аранђел Томановић и Недељко Несторовић. Биографску књигу о Господу Исусу Христу набавили су грађани Струге и "Охридског окружја" 1857. године. Око те Берићеве књиге формиран је претплатнички пункт у који су ушли: Јован Коковчевић коџабашај дјелатељ сребра и злата, Наум Хаџи Христић учитељ 2. класе, Танасије Чакаровић за сина Крсту, Анастас Хаџов Спасић терзија и псалмопевац у манастиру Калишке Богородице, Наум Христић бивши учитељ у Крушеву, Никола Хаџов Димитријевић меанџија у П. Мајдану, Цветко Белић за синове Димитрија и Николу, Стојан Муштовић кафеџија за сина Захарија, Јован Крљевић симиџија, Димитрије Качаровић пекар, Апостол Чакаров Јовановић меанџија у Пожар. и Трајко Ристић бакалин струшки.

## Становништво
Према попису становништва из 2021. године, Струга је имала 15.009 становника. Почетком 20. века ту је живело око 4.600 становника, 3.000 Словена хришћана, 1.000 Турака, 350 Албанаца хришћана и 220 Рома.
| Национални састав према попису из 2021.‍ | Национални састав према попису из 2021.‍ | Национални састав према попису из 2021.‍ | Национални састав према попису из 2021.‍ | Национални састав према попису из 2021.‍ |
| --------------------------------------- | --------------------------------------- | --------------------------------------- | --------------------------------------- | --------------------------------------- |
|                                         |                                         |                                         |                                         |                                         |
| Македонци                               | Македонци                               |                                         | 6.517                                   | 43,4%                                   |
| Албанци                                 | Албанци                                 |                                         | 4.903                                   | 32,7%                                   |
| Турци                                   | Турци                                   |                                         | 810                                     | 5,4%                                    |
| Аромуни                                 | Аромуни                                 |                                         | 431                                     | 2,9%                                    |
| непописани                              | непописани                              |                                         | 1.552                                   | 10,3%                                   |

Већинска вероисповест месног становништва је православље.

## Галерија
- Струга на почетку 20. века
- Струга, 1915. г.
- Струга 1920. године
- родна кућа Браће Миладинов
- Градска марина
- градска архитектура
- хотел „Београд“
- Плажа у Струги
- Градски корзо
- Фотографија Струге из календара Вардар за 1913. годину.